# Leuctra meridionalis
Leuctra meridionalis är en bäcksländeart som beskrevs av Aubert 1951. Leuctra meridionalis ingår i släktet Leuctra och familjen smalbäcksländor. Inga underarter finns listade i Catalogue of Life.